# ブラジリアンカット
ブラジリアンカット（英語: Brazilian Cut）は、フロント（前身頃）の布地面積が普通のビキニの形でハイカットになっており、バック（後身頃）の布地面積がフルバックの1/2カットでフロントとほぼ同じ大きさにデザインされている。また、サイドは紐になっている場合が多く、ブラジリアンとも称され、リオカット（英語：Rio cut）と同意義にしばしば用いられる。
ヒップから太腿にかけてが一体に見え、より足が長く見えるようなデザインになっており、尻（臀部）がコンパクトに見える効果と、ショーツラインがアウターに響きにくい機能をもっている。